# سیارک ۴۷۴۵
سیارک ۴۷۴۵ (به انگلیسی: 4745 Nancymarie، نامگذاری:1989NG1) چهار هزار و هفتصد و چهل و پنجمین سیارک کشف شده‌است که در ۹ ژوئیه ۱۹۸۹ کشف شد.
قدر مطلق سیارک برابر ۱۱٫۸۰ است.